# The Open Championship 1873
The Open Championship 1873 var en golfturnering afholdt på Old Course i St Andrews Links i St Andrews, Skotland den 4. oktober 1873 og arrangeret i fællesskab af Prestwick Golf Club, Royal and Ancient Golf Club of St Andrews og Honourable Company of Edinburgh Golfers. Turneringen var den 13. udgave af The Open Championship, og det var første gang, at Prestwick Golf Club ikke var vært for mesterskabet. 27 spillere, 21 professionelle og seks amatører, deltog i turneringen, som blev afviklet som en slagspilsturnering over to runder på St Andrews Links' 18-hullersbane, således at antallet af huller fortsat var 36 (indtil da havde man spillet tre runder på Prestwicks 12-hullersbane).
Titlen blev vundet Tom Kidd fra St Andrews, ét slag foran Jamie Anderson og yderligere tre slag foran Bob Kirk og den forsvarende mester, Tom Morris, Jr. Kidd blev den første vinder, som fik overrakt the Golf Champion Trophy som præmie, efter at Young Tom Morris havde været den første til at få sit navn indgraveret på pokalen for sejren året før, hvor trofæet imidlertid endnu ikke var færdigt.
Kraftig regn i dagene op til turneringen betød, at der var masser af midlertidigt vand på banen. Og efter datidens regler kostede det et strafslag at flytte bolden fra midlertidigt vand. Scores var derfor generelt høje, og ikke før mesterskabet i 1892 blev udvidet til 72 huller, blev vinderscoren på 179 slag overgået.

## Resultater
| Plac. | Spillere                     | Score (slag) | Score (slag) | Score (slag) | Score (slag) |
| Plac. | Spillere                     | 1.runde      | 2.runde      | Total        |              |
| ----- | ---------------------------- | ------------ | ------------ | ------------ | ------------ |
| 1.    | Tom Kidd                     | 91           | 88           | 179          |              |
| 2.    | Jamie Anderson               | 91           | 89           | 180          |              |
| 3.    | Bob Kirk                     | 91           | 92           | 183          |              |
| 3.    | Tom Morris, Jr.              | 94           | 89           | 183          |              |
| 5.    | Davie Strath                 | 97           | 90           | 187          |              |
| 6.    | Walter Gourlay               | 92           | 96           | 188          |              |
| 7.    | Tom Morris, Sr.              | 93           | 96           | 189          |              |
| 8.    | Henry Lamb (a)               | 96           | 96           | 192          |              |
| 9.    | Willie Fernie                | 101          | 93           | 194          |              |
| 9.    | Bob Martin                   | 97           | 97           | 194          |              |
| 11.   | Robert Armit (a)             | 99           | 96           | 195          |              |
| 11.   | James Fenton                 | 94           | 101          | 195          |              |
| 11.   | J.O.F. Morris                | 96           | 99           | 195          |              |
| 14.   | Samuel Mure Fergusson (a)    | 98           | 101          | 199          |              |
| 15.   | Tom Manzie                   | 96           | 104          | 200          |              |
| 16.   | Jack Morris                  | 106          | 100          | 206          |              |
| 17.   | David Ayton                  | 111          | 96           | 207          |              |
| 17.   | William Thomson              | 98           | 109          | 207          |              |
| 19.   | John Chisholm                | 103          | 105          | 208          |              |
| 20.   | Bob Pringle                  | 109          | 102          | 211          |              |
| 21.   | David Brand                  | 110          | 103          | 213          |              |
| 22.   | Robert Greig                 |              |              | –            |              |
| 22.   | John Grieve                  |              |              | –            |              |
| 22.   | William Henderson            |              |              | –            |              |
| 22.   | Rev. G.S. Jack (a)           |              |              | –            |              |
| 22.   | Thomas McWhannell (a)        |              |              | –            |              |
| 22.   | Douglas Argyll Robertson (a) |              |              | –            |              |